# 第22次長期滞在
第22次長期滞在（だい22じちょうきたいざい、Expedition 22）は、国際宇宙ステーションへの22回目の長期滞在である。2009年11月30日に始まった。第21次長期滞在の乗組員が帰還してから3週間は、2人だけの滞在だった。2人での滞在は、2005年7月にSTS-114がISSの3人目の乗組員を運んできて以来のことであった。機長のジェフリー・ウィリアムズとフライトエンジニアのマクシム・スラエフは、2009年12月22日に残り3人の乗組員を迎え、第22次長期滞在の乗組員は5人となった。2010年1月にISSでのインターネット個人利用が始まり、ウェッブサイトの閲覧やネット回線利用の電話が可能となった。野口聡一やティモシー・クリーマーは、twitterによる即時的な情報発信を第23次長期滞在を通じて行った。

## 乗組員
| 職務                | 第1期 (2009年11月-12月)                        | 第2期 (2009年12月-2010年3月)                   |                                         |
| ------------------- | ---------------------------------------------- | ---------------------------------------------- | --------------------------------------- |
| 船長                | ジェフリー・ウィリアムズ, NASA （3度目の飛行） | ジェフリー・ウィリアムズ, NASA （3度目の飛行） |                                         |
| フライトエンジニア1 | マクシム・スラエフ, RSA （初飛行）             | マクシム・スラエフ, RSA （初飛行）             |                                         |
| フライトエンジニア2 |                                                | オレッグ・コトフ, RSA （2度目の飛行）          |                                         |
| フライトエンジニア3 |                                                | 野口聡一, JAXA （2度目の飛行）                 |                                         |
| フライトエンジニア4 |                                                | ティモシー・クリーマー, NASA （初飛行）        | ティモシー・クリーマー, NASA （初飛行） |

### バックアップ
- シャノン・ウォーカー　船長
- アレクサンドル・スクボルソフ
- ダグラス・ウィーロック
- アントン・シカレロフ
- 古川聡

## ギャラリー

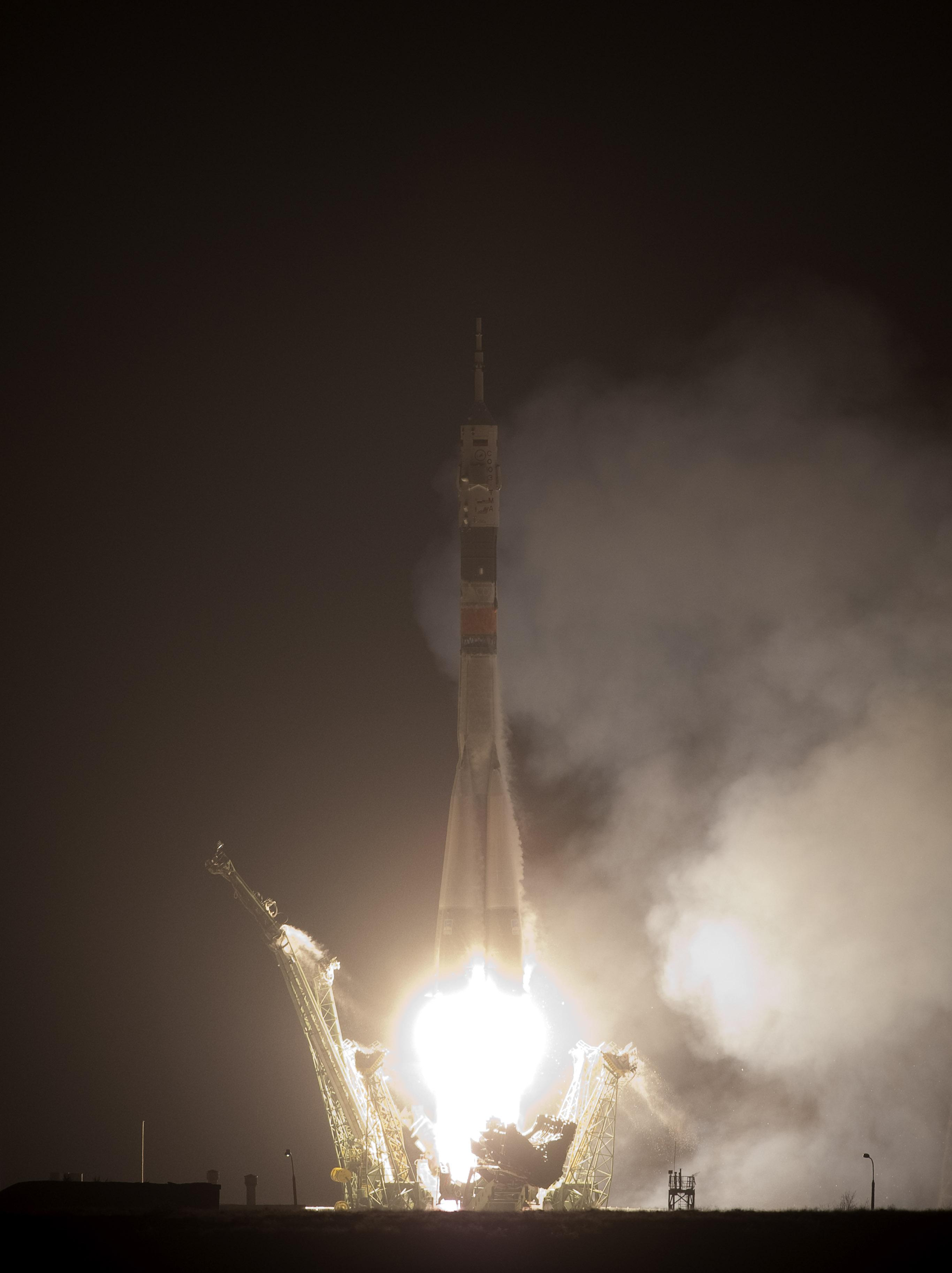
ソユーズTMA-17の打上げ
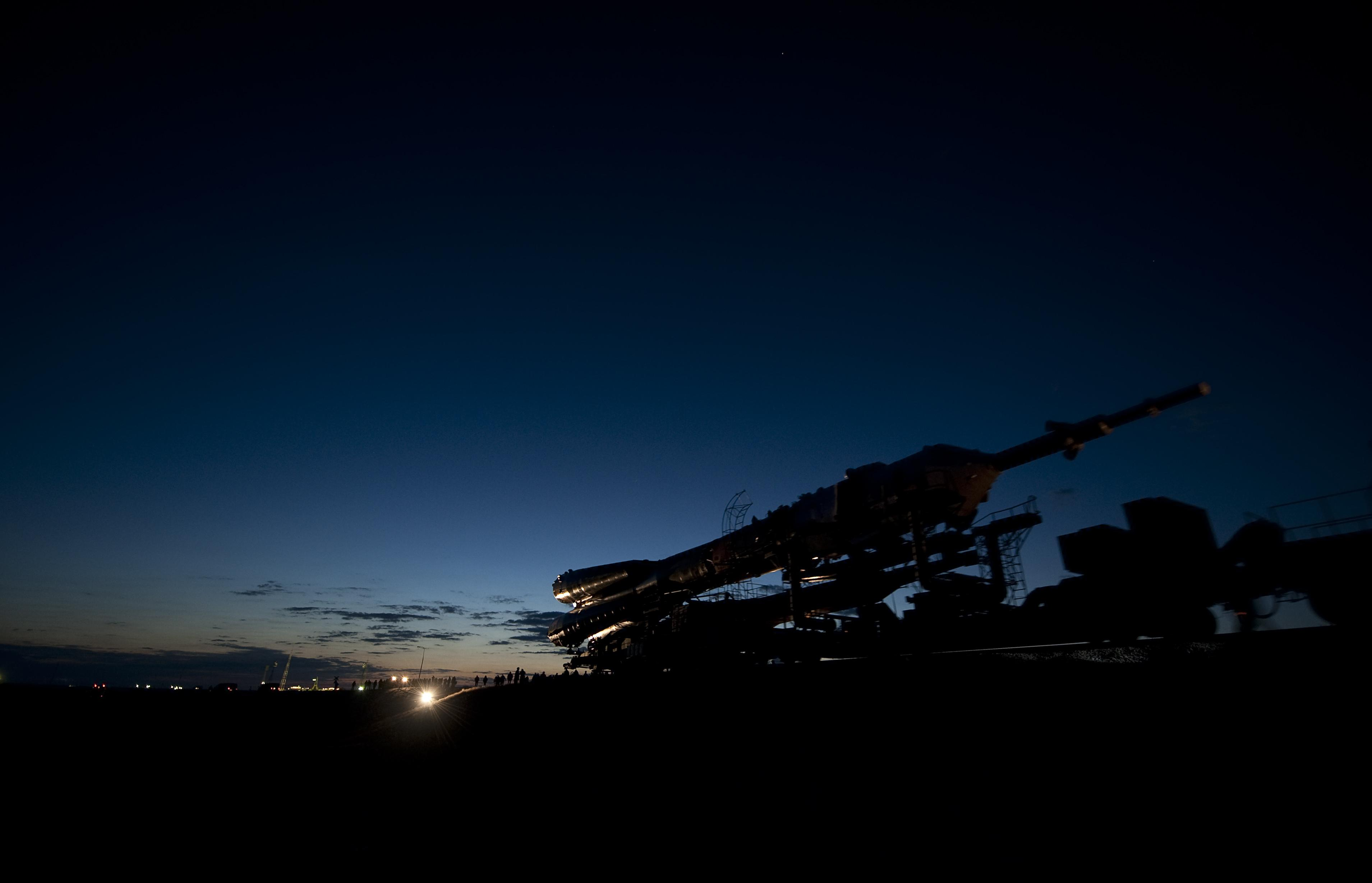
専用輸送列車でガガーリン発射台へと運ばれるソユーズTMA-17
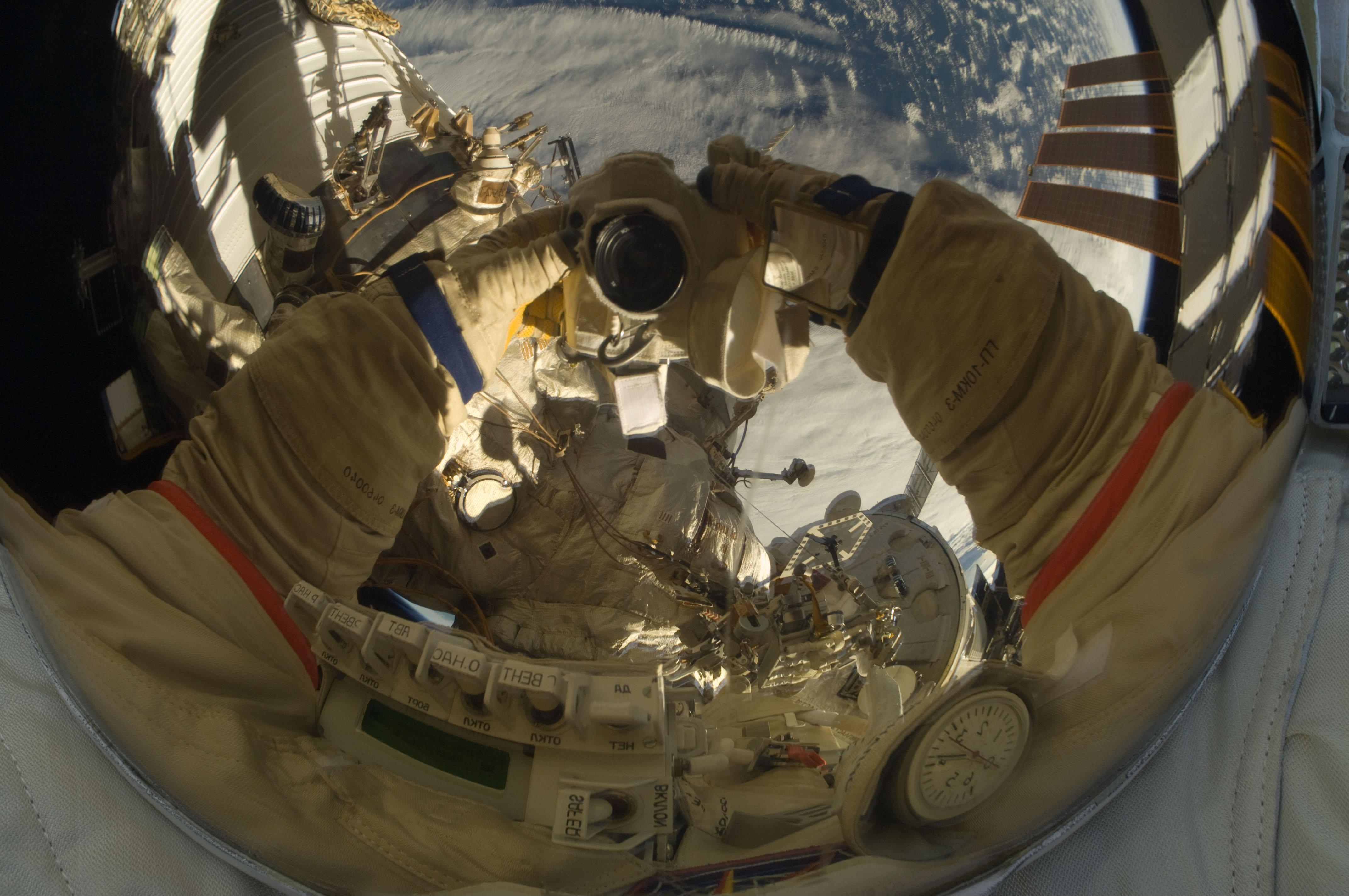
2010年1月の宇宙遊泳で、デジタルカメラで自分を撮影するコトフ